# Alberto Sánchez Sixto
Alberto Sánchez Sixto (Cádiz, Andalucía, España, 1 de febrero de 1989) es un árbitro de baloncesto español de la liga ACB. Pertenece al Comité de Árbitros de Andalucía.

## Trayectoria
Empezó a arbitrar en enero de 2006 después de ser jugador, durante su infancia, del CB San Fernando.
Alcanzó su ascenso a ligas FEB en el año 2010. En 2016, Alberto Sánchez Sixto fue designado por el Área de árbitros de la FEB, para dirigir el encuentro de la XXIV edición Copa Princesa de Asturias LEB ORO junto a Javier Torres Sánchez y Cristian García Rodríguez, que se disputó en el Pabellón Marta Domínguez de Palencia, entre los equipos Quesos Cerrato Palencia y Melilla Baloncesto.
En septiembre de 2017 se anuncia su ascenso a la Liga ACB, junto a Esperanza Mendoza Holgado, Alfonso Olivares Iglesias, Arnau Padrós Feliu y Javier Torres Sánchez.

## Temporadas
| Categoría        | País   | Año               |
| ---------------- | ------ | ----------------- |
| Categorías bases | España | 2006 - 2010       |
| Ligas FEB        | España | 2010 - 2017       |
| Liga ACB         | España | 2017 - Actualidad |